# Джон Делейні
Джон Кевін Делейні (англ. John Kevin Delaney; нар. 16 квітня 1963, Вуд-Рідж, штат Нью-Джерсі) — американський бізнесмен і політик-демократ, член Палати представників США від 6-го округу штату Меріленд з 2013 року.

## Біографія
Виріс у Нью-Джерсі, де його батько працював електриком. Він закінчив Колумбійський університет, вивчав право в Джорджтаунському університеті. У 1993 р. він заснував компанію Health Care Financial Partners, яка у 1998 р. вийшла на Нью-Йоркську фондову біржу. У 2000 р. він також заснував компанію Capital Source Inc.
Один з найбагатших конгресменів.
28 липня 2017 р. Делейні висунув свою кандидатуру на посаду президента США.
Одружений, має чотирьох дітей.